# Armenteule
Armenteule è un comune francese soppresso e frazione del dipartimento degli Alti Pirenei della regione dell'Occitania. Dal 1º gennaio 2016 si è fuso con il comune di Loudenvielle.

## Società

### Evoluzione demografica
Abitanti censiti